# 金井国之丞
金井 国之丞（かない くにのじょう）は、幕末の武蔵国出身の志士。天狗党の乱に加わった。

## 概略
武蔵国榛沢郡大寄村高畑の名主の末子。文武を好み、万延元年（1860年）から同郡出身の儒学者桃井可堂に3年ほど儒学を学ぶ。元治元年（1864年）5月、藤田小四郎・田丸稲之衛門ら天狗党の筑波山挙兵に加わり、斥候として取り立てられた。以後水戸藩諸生党や討伐軍を相手に各地を転戦、また募兵を行う。10月、与党の一部が投降して敗色濃厚となると武田耕雲斎を主将として京都へ向かったが、越前新保で金沢藩に投降する。翌年2月、幕府軍によって敦賀で武田・藤田らが処刑されると、続けて同志ともども処刑された。一族の連座を恐れ、石井政之丞と改名しての死だった。明治24年（1891年）靖国神社合祀。大正元年（1912年）贈位。

## 登場作品
- 青天を衝け（2021年、NHK大河ドラマ、演：山科圭太）